# Gaetano Quagliariello
Gaetano Quagliariello (Napoli, 23 aprile 1960) è un politico italiano.
Da posizioni radicali è passato nel partito di Forza Italia ed è stato senatore dal 2006 al 2022; dal 2013 al 2014 è stato Ministro per le riforme costituzionali nel Governo Letta.
Insegna storia contemporanea alla Luiss Guido Carli di Roma, dove dirige anche la School of Government.
È presidente della Fondazione Magna Carta.
È condirettore della rivista di storia XXI Secolo.

## Biografia
Nato nel 1960 a Napoli, è figlio del docente universitario Ernesto Quagliariello, rettore dell'Università degli Studi di Bari dal 1970 al 1977 e presidente del Consiglio Nazionale delle Ricerche (CNR) dal 1976 al 1984, nonché pro-nipote di Gaetano, anch'egli docente universitario, uno dei fondatori della scuola biochimica italiana.
Dopo aver conseguito la laurea in Scienze politiche a Bari, ha intrapreso la carriera universitaria, insegnando per otto anni nell'Università degli Studi dell'Aquila, per poi passare a quella di Bologna. È stato visiting professor presso le università di Paris X-Nanterre e Sciences Po (dove ha ricoperto la cattedra Élie Halévy) e presso l'École des hautes études en sciences sociales (EHESS). Ha fondato e diretto il comitato istitutivo dell'IMT (Institution Market and Technology) di Lucca.
Divenuto professore ordinario di storia contemporanea presso la LUISS Guido Carli di Roma, è stato direttore del Dipartimento di Scienze storiche e socio–politiche. Ad oggi è ordinario di Storia contemporanea nella stessa università.

## Attività politica

### Inizi nel Partito Radicale
Ai tempi del liceo a Bari si avvicina alla politica tra i giovani repubblicani e, con un gruppo di questi, fonda nel capoluogo pugliese il Partito Radicale, del quale negli anni ottanta diventa segretario cittadino e poi vicesegretario nazionale con Marco Pannella, che lascia nel 1981.
Ebbe un ruolo attivo nelle attività promosse dal Partito Radicale, quali le campagne referendarie sull'aborto, il nucleare e la caccia. Nel corso di una marcia anti-nuclearista contro la base militare statunitense de La Maddalena, assieme a Francesco Rutelli viene fermato per essere entrato in una zona off limits.

### Avvicinamento a Forza Italia
Con la discesa in campo nella politica di Silvio Berlusconi, si avvicina a Forza Italia, diventando un animatore della rivista "Ideazione" di Domenico Mennitti. In merito alla sua adesione dichiara: "Gladstone nasce conservatore e diventa laburista, Churchill, il tory, ha un passato laburista. Il mio è un percorso tutto interno al liberalismo".
Tra il 2001 e il 2006 è stato consigliere per gli Affari Culturali dell'allora presidente del Senato Marcello Pera. Su quell'esperienza ha dichiarato: "Andare a lavorare con Pera è stata la svolta della mia vita. Prima ero un tranquillo professore".

### Senatore di Forza Italia e vicecapogruppo PdL
Alle elezioni politiche del 2006 viene candidato al Senato della Repubblica per Forza Italia, dov'è stato eletto senatore nella circoscrizione Toscana, divenendo nella XV legislatura componente della 1ª Commissione Affari Costituzionali, oltre che componente del Comitato Direttivo del gruppo parlamentare di Forza Italia.
Nel 2007 vota contro la modifica della Costituzione tesa a eliminare definitivamente la possibilità di far ricorso alla pena di morte "nei casi previsti dalle leggi militari di guerra". Spiegherà le ragioni del suo voto con l'eccezionalità delle situazioni di guerra, ribadendo di essere contrario alla pena di morte.
Confermato al Senato nel 2008, è membro della commissione Giustizia e presidente vicario dei senatori del Popolo della Libertà (PdL). Nella XVI legislatura , in polemica con Gianfranco Fini,  al dibattito parlamentare sul caso di Eluana Englaro, ha difeso la sua opinione gridando «Eluana non è morta, è stata ammazzata».
Oltre ad essere il secondo firmatario del ddl S.1880 sul processo breve, ha presentato come primo firmatario i disegni di legge:
- S. 1168 - Istituzione della "Giornata della memoria" dedicata ai martiri per la patria e la libertà caduti sul fronte della lotta al terrorismo internazionale.
- S. 1252 - Ordinamento del sistema universitario nazionale. Delega al Governo per l'abolizione del valore legale del diploma di laurea.

A gennaio 2011 firma, insieme al presidente della Regione Lombardia Roberto Formigoni ed altri, una lettera aperta per chiedere ai cattolici italiani di sospendere ogni giudizio morale nei confronti di Silvio Berlusconi, indagato dalla procura di Milano per concussione e prostituzione minorile.

### Ministro per le riforme costituzionali
Confermato al Senato per il PdL alle politiche del febbraio 2013. Il 30 marzo 2013 viene nominato dal Presidente della Repubblica Giorgio Napolitano, membro della commissione per le riforme istituzionali.
Con la nascita del governo di larghe intese guidato da Enrico Letta, il 28 aprile 2013 giura nelle mani del Presidente della Repubblica Giorgio Napolitano come Ministro per le riforme costituzionali nel governo Letta tra il PdL, Partito Democratico, Unione di Centro e Scelta Civica. Resta ministro fino al febbraio 2014.
Il 28 settembre 2013 cinque ministri del PdL (tra cui Quagliariello) si sono dimessi su ordine del loro leader Silvio Berlusconi, prendendo come pretesto la decisione di posticipare il decreto che impediva l'aumento dell'IVA dal 21% al 22%, aprendo di fatto così una crisi di governo. Il 30 settembre assieme agli altri ministri Pdl presenta dimissioni "irrevocabili", che vengono però respinte dal presidente del consiglio Letta.

### Coordinatore di NCD
Il 16 novembre 2013, con la sospensione delle attività del Popolo della Libertà, decide di aderire al Nuovo Centrodestra guidato da Angelino Alfano.
Il 26 febbraio 2014 l'assemblea congiunta dei gruppi parlamentari del Nuovo Centrodestra lo designa all'unanimità quale Coordinatore nazionale del partito.
Il 14 ottobre 2015, dopo diversi mesi di dissenso con le scelte politiche del partito, con una lettera inviata al presidente del partito Angelino Alfano, Quagliariello annuncia le sue dimissioni dal ruolo di coordinatore nazionale del partito, a causa, a suo dire, della linea eccessivamente filo-governativa del Nuovo Centrodestra, e richiedendo di abbandonarla.

### Abbandono di NCD e nascita di IdeA
Il 20 novembre 2015 Quagliariello fonda un nuovo soggetto politico: Identità e Azione (noto anche con l'abbreviazione IDeA), con il quale annuncia il passaggio all'opposizione del governo Renzi e il ritorno nella coalizione di centro-destra; oltre a Quagliariello aderiscono ad IDeA anche tre altri senatori provenienti dall'NCD (Carlo Giovanardi, Luigi Compagna ed Andrea Augello) e due deputati (Eugenia Roccella e Vincenzo Piso, anch'essi provenienti dall'NCD).
Il 21 dicembre 2015, quindi, Quagliariello, assieme agli altri tre senatori di IDeA abbandona il gruppo Area Popolare ed aderisce al gruppo Grandi Autonomie e Libertà, dove forma la componente "IDeA".

### Accordo con Noi con l'Italia e rielezione
Il 18 maggio 2017 al Senato della Repubblica è il fautore della nascita del nuovo gruppo parlamentare di centro-destra "Federazione della Libertà", che riunisce al proprio interno, oltre ai quattro senatori di "IDeA", tra cui lo stesso Quagliariello, anche Anna Cinzia Bonfrisco del PLI, Giovanni Bilardi e Ulisse Di Giacomo (fuoriusciti da Alternativa Popolare per passare all'opposizione) ed i senatori indipendenti Michelino Davico (ex Lega Nord) e Serenella Fucksia (ex M5S). Quagliariello viene nominato presidente del gruppo.
Quagliariello ha sostenuto che l'obiettivo della neonata formazione parlamentare consiste in una proficua collaborazione parlamentare (assieme a Lega Nord, Forza Italia ed altre forze minori di centro-destra) nell'opposizione al Governo Gentiloni e nella composizione di un'ampia e coesa coalizione di centro-destra in vista delle elezioni politiche del 2018.
In vista delle imminenti elezioni politiche, il 5 gennaio 2018 IDeA, il movimento da lui guidato, aderisce a Noi con l'Italia, la cosiddetta quarta gamba della coalizione di centro-destra che mette insieme l'UDC di Lorenzo Cesa, Direzione Italia di Raffaele Fitto, Scelta Civica di Enrico Zanetti, Enrico Costa e Maurizio Lupi (ex Alternativa Popolare), Cantiere Popolare di Francesco Saverio Romano, Fare! di Flavio Tosi e UDEUR di Clemente Mastella.
Alle elezioni politiche del 2018 è ricandidato e rieletto al Senato della Repubblica, nel collegio uninominale L'Aquila-Teramo sostenuto dalla coalizione di centro-destra (in quota IDeA). Si iscrive come indipendente al gruppo parlamentare di Forza Italia.
Alle elezioni amministrative del 2019 si candida al consiglio comunale di Bari come capolista di "IdeA per Bari", lanciando sul suo profilo Facebook uno spot elettorale con un particolare rifacimento in chiave politica della canzone Luna di Gianni Togni, dove l'autore della canzone fatto sapere di essere completamente estraneo, pur conseguendo un discreto risultato personale, non viene eletto.

### Il percorso con Giovanni Toti e l’addio al Parlamento
Il 18 settembre 2019 partecipa, attraverso un accordo con il suo movimento IDeA, alla nascita di Cambiamo!: il nuovo movimento di Giovanni Toti, di cui è uno dei fondatori, oltre che responsabile degli Enti locali per il partito e, fra l'altro, commissario per la Campania in occasione delle elezioni regionali del 2020.
Il 22 luglio 2020 annuncia l'iscrizione al gruppo misto del Senato all’interno del quale, insieme a Paolo Romani e Massimo Vittorio Berutti, il 5 agosto costituisce una componente (IDeA e Cambiamo) collocata all’opposizione del Governo Conte II.
A marzo 2021 presenta una proposta di riforma costituzionale per l'istituzione del Cancellierato di stampo tedesco e la revisione del voto di fiducia con l'inserimento della sfiducia costruttiva. Il 26 maggio dello stesso anno Quagliariello, insieme al movimento di Toti, il sindaco di Venezia Luigi Brugnaro e Marco Marin, con un atto notarile, costituiscono il comitato promotore di Coraggio Italia, nuovo partito che viene presentato alla Camera il giorno seguente.
Il 14 luglio il partito viene presentato ufficialmente e Quagliariello ne diventa vicepresidente.
Il 26 marzo 2022 a Genova il senatore partecipa al lancio di Italia al Centro, nuovo soggetto federatore di Cambiamo! e Identità e Azione. Il partito vede Toti presidente e Quagliariello vicepresidente e coordinatore nazionale. Tuttavia decide di non ricandidarsi alle elezioni anticipate del 25 settembre di quell'anno nonostante gli venga offerto un collegio uninominale blindato in un'area geografica diversa da quella della quale si stava occupando da molti anni. Pur non candidandosi sostiene la lista Noi moderati alle elezioni.
Il 19 luglio 2023 viene costituita l’associazione Base Popolare; tra i fondatori oltre a Quagliariello ci sono gli ex democristiani Giuseppe De Mita, Marco Follini, Mario Mauro, Giorgio Merlo, Angelo Sanza e Lorenzo Dellai.

## Attività culturale ed editoriale
Dal 2003 è presidente della Fondazione Magna Carta, fondata con Marcello Pera: "un luogo di formazione e ricerca di ispirazione liberale schierato senza soggezioni culturali e prudenze con il centro-destra".
Dal 1981 è giornalista pubblicista e da tempo collaboratore di diversi quotidiani - tra i quali il Giornale, Libero, Panorama, Il Foglio ed Il Riformista - tiene oggi una rubrica sul periodico on-line L'Occidentale, di cui è tra i fondatori.
Nel novembre del 2022, terminata l’esperienza parlamentare, inizia una collaborazione con La Gazzetta del Mezzogiorno.

## Pubblicazioni
- Storia d’Italia in dodici romanzi, Rubbettino, Soveria Mannelli, 2025.
- con Maria Elena Cavallaro, Dominique Reynié, L'Europa e la sovranità. Riflessioni italo-francesi (1897–2023), Rubbettino, 2024. ISBN 9788849880175
- L’Europe et la souveraineté. Approches franco-italiennes (1897–2023), a cura di G. Quagliariello, con M. E. Cavallaro e D. Reynié, Plein Jour Éditions, Parigi, 2024.
- con Stefano Fassina, Il profeta scandaloso. Pier Paolo Pasolini nel centenario della sua nascita e oltre…, Rubbettino, Soveria Mannelli, 2023. ISBN 9788849875898
- Scusa papà ma tifo Napoli, Rubbettino, Soveria Mannelli, 2023.
- La società calda. Dall’Italia che deve crescere, una proposta per il paese, Rubbettino, Soveria Mannelli, 2022.
- Strada facendo. In cammino lungo i sentieri dell’Italia di mezzo, Rubbettino, Soveria Mannelli, 2021.
- con S.E. Camillo Ruini, Un'altra libertà. Contro i nuovi profeti del paradiso in terra, Rubbettino, Soveria Mannelli, 2020.
- Sereno è. Scena e retroscena di una legislatura spericolata, Rubbettino, Soveria Mannelli, 2017.
- De Gaulle, Soveria Mannelli: Rubbettino, 2012.
- La persona il popolo e la libertà. Per una nuova generazione di politici cristiani, Siena: Cantagalli, 2010.
- Gaullisme, une classification impossible. Essai d'analyse comparée des droites française et italienne, Paris: L'Harmattan, 2009.
- La religion gaulliste, Paris, Perrin, 2007.
- Gaetano Salvemini, Bologna: il Mulino, 2007.
- Cattolici, pacifisti, teocon. Chiesa e politica in Italia dopo la caduta del Muro, Milano: Mondadori, 2006.
- con Giovanni Orsina (a cura di), La crisi del sistema politico italiano e il Sessantotto, Soveria Mannelli, Rubbettino, 2005.
- De Gaulle e il Gollismo, Bologna: il Mulino, 2003.
- La legge elettorale del 1953, Bologna: il Mulino, 2003.
- La politica senza partiti: Ostrogorski e l'organizzazione della politica tra Ottocento e Novecento, Bari: Laterza, 1993.
- Studenti e politica: dalla crisi della goliardia prefascista al primo congresso nazionale universitario (1925–1946), Manduria: Lacaita, 1987.